# 다그블라데트
《다그블라데트》(Dagbladet)는 노르웨이에서 발행되는 일간 신문이다. 1869년에 창간되었다.